# Epigynopteryx eudallasta
Epigynopteryx eudallasta är en fjärilsart som beskrevs av Fletcher 1978. Epigynopteryx eudallasta ingår i släktet Epigynopteryx och familjen mätare. Inga underarter finns listade i Catalogue of Life.